# Alexander Denzler
Alexander Denzler (* 1979) ist ein deutscher Historiker.

## Leben und Wirken
Alexander Denzler studierte Geschichte der Frühen Neuzeit, Neuere und Neueste Geschichte sowie Medienpädagogik an der Universität Augsburg. Von 2007 bis 2012 war er als wissenschaftlicher Mitarbeiter an der Professur für Vergleichende Landesgeschichte und Geschichte der Frühen Neuzeit der Katholische Universität Eichstätt-Ingolstadt tätig. Dort wurde er mit einer von Sabine Ullmann und Johannes Burkhardt betreuten Studie Über den Schriftalltag im 18. Jahrhundert. Die Visitation des Reichskammergerichts von 1767–1776 promoviert. Die 2016 erschienene Dissertation wurde mit dem Preis der Maximiliana Kocher M.A. Stiftung ausgezeichnet.
Von 2014 bis 2018 war Denzler als ständiger Mitarbeiter für die Literaturberichte des Archivs für Reformationsgeschichte im Bereich Franken und Bayern tätig. Seine Habilitation erfolgte im Jahr 2021 in Eichstätt mit einer Arbeit über die Wahrnehmung und Nutzung von Straßen im 16. Jahrhundert. Seit März 2021 ist er Akademischer Oberrat a. Z. und Privatdozent an der Professur für Frühe Neuzeit und Vergleichende Landesgeschichte der Katholischen Universität Eichstätt-Ingolstadt. Im Wintersemester 2023/24 vertrat er die Professur für Geschichte der Frühen Neuzeit (André Krischer) an der Albert-Ludwigs-Universität Freiburg.
Seine Forschungsschwerpunkte sind frühneuzeitliche (Höchste) Gerichtsbarkeit, Gerichtslandschaften und Herrschaftspraxis, Schriftkulturen und material turn im Spätmittelalter und in der Frühen Neuzeit, Reise und Mobilität sowie im Bereich der Umwelt-, Global- und Regionalgeschichte. Alexander Denzler ist Fachherausgeber für den Bereich Infrastruktur und Umweltgeschichte der Enzyklopädie der Neuzeit Online, Vorstandsmitglied des Netzwerks Reichsgerichtsbarkeit, Mitglied im Wissenschaftlichen Beirat der Gesellschaft für Reichskammergerichtsforschung, Mitglied der Deutschen Gesellschaft zur Erforschung des 18. Jahrhunderts sowie der International Society for Eighteenth-Century Studies.

## Schriften (Auswahl)
Monografien
- Straßen im 16. Jahrhundert. Erhalt – Nutzung – Wahrnehmung (= Ding, Materialität, Geschichte. Bd. 5). Böhlau, Köln u. a. 2024, ISBN 978-3-412-52759-4.
- Über den Schriftalltag im 18. Jahrhundert. Die Visitation des Reichskammergerichts von 1767 bis 1776 (= Norm und Struktur. Bd. 45). Böhlau, Köln u. a. 2016, ISBN 978-3-412-22533-9.
- Sie haben sich totgearbeitet. Die Visitation des Reichskammergerichts von 1767 bis 1776 (= Schriftenreihe der Gesellschaft für Reichskammergerichtsforschung. Heft 42). Wetzlar 2014, ISBN 978-3-935279-48-2.

Herausgeberschaften
- mit Anja Amend-Traut, Josef Bongartz, Ellen Franke und Stefan Stodolkowitz: Unter der Linde und vor dem Kaiser. Neue Perspektiven auf Gerichtsvielfalt und Gerichtslandschaften im Heiligen Römischen Reich (= Quellen und Forschungen zur Höchsten Gerichtsbarkeit im Alten Reich. Bd. 73). Böhlau, Köln u. a. 2020, ISBN 978-3-412-51720-5.
- mit Mark Häberlein: Die Nutzung und Wahrnehmung von Straßen und Wegen (1100–1900) (= Themenband im Jahrbuch für Regionalgeschichte. Bd. 36). Franz Steiner Verlag, Stuttgart 2018.
- mit Annika Schlitte und Franziska Huditz: Geld – Wert und Werte. Interdisziplinäre Annäherungen an ein Kulturphänomen. Königshausen & Neumann, Würzburg 2017.
- mit Josef Bongartz, Ellen Franke, Britta Schneider und Stefan Stodolkowitz: Was das Reich zusammenhielt. Deutungsansätze und integrative Elemente (= Quellen und Forschungen zur Höchsten Gerichtsbarkeit im Alten Reich. Bd. 71). Böhlau, Köln u. a. 2017, ISBN 978-3-8260-6084-7.
- mit Stefan Grüner und Markus Raasch: Kinder und Krieg. Von der Antike bis in die Gegenwart (= Historische Zeitschrift. Beiheft 68). De Gruyter Oldenbourg, Berlin/Boston 2016, ISBN 978-3-11-046681-2.
- mit Ellen Franke und Britta Schneider: Prozessakten – Parteien – Partikularinteressen. Höchstgerichtsbarkeit in der Mitte Europas vom 15. bis zum 19. Jahrhundert (= Bibliothek altes Reich. Bd. 17). De Gruyter, Berlin 2014, ISBN 978-3-11-035981-7.